# Anne With Johansen
Anne With Johansen (født 22. april 2004 i København) er en kvindelig dansk håndboldspiller.
Anne startede sin karriere på ungdomsholdet hos Ajax København og debuterede på førsteholdet i januar 2022. I samme periode spillede Anne også på Danmarks U/19-kvindehåndboldlandshold.
I sommeren 2022 skrev hun under på sin første professionelle kontrakt. I 2023 skiftede hun til den tyske første divisionsklub SG BBM Bietigheim, hvor hun i 2024 var med til at vinde det tyske mesterskab. Samme sommer blev hun en del af HB Ludwigsburg med det professionelle hold fra SG BBM Bietigheim.[kilde mangler]
Hun har siden juni 2021 optrådt for U/17-landsholdet som højre back, hvor hun også deltog under U/18-VM i håndbold 2022 i Nordmakedonien. Her vandt landsholdet VM-sølv, efter finalenederlag mod Sydkorea. With sluttede desuden som turneringens 15. mest scorende spiller med i alt 48 mål i 9 kampe.

## Meritter
- Ungdoms-VM i håndbold
  - Sølv: 2022